# Chất tải nhiệt (trong lò phản ứng hạt nhân)
| Chất làm mát          | Điểm nóng chảy | Điểm sôi |
| --------------------- | -------------- | -------- |
| Nước nhẹ ở 155 bar    |                | 345 °C   |
| NaK eutectic          | -11 °C         | 785 °C   |
| Natri                 | 97.72 °C       | 883 °C   |
| FLiNaK                | 454 °C         | 1570 °C  |
| FLiBe                 | 459 °C         | 1430 °C  |
| Chì                   | 327.46 °C      | 1749 °C  |
| Lead-bismuth eutectic | 123.5 °C       | 1670 °C  |

Chất tải nhiệt hay Chất làm mát trong lò phản ứng hạt nhân có thể ở dạng lỏng hoặc dạng khí. Chất tải nhiệt đi qua vùng hoạt của lò phản ứng mang theo nhiệt lượng sinh ra từ phản ứng hạt nhân ra khỏi lò.

## Giới thiệu chung
Trong lò phản ứng hạt nhân hai vòng tuần hoàn (ví dụ như PWR) chất tải nhiệt đi từ lò phản ứng tới thiết bị sinh hơi, tại đây hơi nước của vòng tuần hoàn thứ hai với tham số yêu cầu được sinh ra, đi tới turbin hơi và làm quay turbin. Còn trong lò phản ứng hạt nhân một vòng tuần hoàn (ví dụ như RBMK), chất tải nhiệt sẽ chuyển thành dạng hơi hoặc dạng khí và trực tiếp làm quay turbin. Trong các lò nghiên cứu hoặc các lò chuyên dụng, chất tải nhiệt chỉ đảm nhiệm duy nhất một vai trò đó là làm mát lò phản ứng hạt nhân.
Yêu cầu đối với chất tải nhiệt trong lò phản ứng hạt nhân: 
- Ít hấp thụ neutron trong các lò phản ứng nhiệt hoặc ít làm chậm neutron trong các lò phản ứng nhanh;
- Bền vững trong môi trường có cường độ phóng xạ cao;
- Tính ăn mòn thấp đối với các vật liệu được sử dụng trong lò;
- Hệ số truyền nhiệt lớn;
- Nhiệt dung riêng lớn.

Trong các lò phản ứng nhiệt chất tải nhiệt thường được sử dụng bao gồm: nước (cả nước nặng và nước nhẹ), hơi nước, các chất lỏng hữu cơ và khí CO2. Trong các lò phản ứng nhanh người ta sử dụng kim loại lỏng (chủ yếu là natri, ngoài ra còn có chì,...), các loại khí (ví dụ như hơi nước, He) làm chất tải nhiệt. Thông thường chất tải nhiệt thường được sử dụng ở dạng lỏng và đồng thời cũng là chất làm chậm trong lò phản ứng hạt nhân.

## Một số chất tải nhiệt tiêu biểu

### Nước nhẹ
Nước nhẹ là một trong những chất tải nhiệt phổ biến nhất được sử dụng trong lò phản ứng hạt nhân. Trong nước tự nhiên có chứa một lượng nhỏ nước nặng (0,017%), các khí hòa tan và các hợp chất khác nhau. Sự xuất hiện của khí hòa tan và các hợp chất làm tăng tốc độ phản ứng hóa học của nước với kim loại. Chính vì vậy mà trước khi được sử dụng làm chất tải nhiệt, nước nhẹ được làm sạch khỏi các hợp chất và khí hòa tan bằng nhiều phương pháp khác nhau (ví dụ như chưng cất, khử khí,...).
Trong vòng tuần hoàn thứ nhất nước nhẹ bị nhiễm phóng xạ. Các tạp chất trong nước chính là nguồn phóng xạ chủ yếu. Các tạp chất xuất hiện trong quá trình ăn mòn thùng lò, vùng hoạt hoặc các thanh nhiên liệu,... Nồng độ của các tạp chất nhiễm xạ này có thể giảm mạnh khi người ta tiến hành lọc. Dưới tác dụng của neutron, hạt nhân Oxy xảy ra phản ứng: 18O(n, γ)19O; 16O(n, p)16N tạo ra các hạt nhân phóng xạ 19O (T½=29,4 с) và 16N (T½=4 с). Tuy nhiên độ phóng xạ của 19O và 16N nhỏ hơn rất nhiều so với độ phóng xạ của các tạp chất trong nước.
Nước nhẹ có những ưu điểm lớn như: cực kỳ phổ biến, khó gây cháy nổ, không độc hại đối với con người và giá thành rất rẻ.
Nhược điểm của nước trong vai trò của chất tải nhiệt đó là nhiệt độ sôi thấp (100 °C ở áp suất 1 atm) và khả năng hấp thụ các neutron nhiệt cao. Nhược điểm đầu tiên được khắc phục bằng cách tăng ấp suất trong vòng tuần hoàn thứ nhất (lên tới 16 MPa). Để cân bằng sự hấp thụ neutron của nước nhẹ, người ta sử dụng uranium đã được làm giàu làm nhiên liệu trong các lò phản ứng hạt nhân nhiệt.

### Nước nặng
Nước nặng ít khác biệt so với nước nhẹ về tính chất vật lý cũng như tính chất hóa học. Điểm khác biệt lớn nhất giữa hai loại nước này đó là: nước nặng hầu như không hấp thụ neutron. Nhờ vậy mà khi sử dụng nước nặng làm chất tải nhiệt và chất làm chậm, người ta có thể xây dựng các lò phản ứng hạt nhân sử dụng nhiên liệu là uranium tự nhiên (tức là không cần làm giàu). Tuy nhiên nước nặng ít được sử dụng trong công nghiệp năng lượng hạt nhân bởi giá thành của nó rất cao.

### Kim loại lỏng
Natri là một trong những kim loại phố biến được sử dụng làm chất tải nhiệt. Natri phản ứng mạnh mẽ với hầu hết các kim loại khác ngay cả trong điều kiện nhiệt độ thấp, điều này được giải thích bởi tạp chất akít trong natri. Khi được loại bỏ các akít này, natri không còn phản ứng với các kim loại khác như Mo, Zr, thép không gỉ,... ở nhiệt độ 600—900 °C.

### Chất lỏng hữu cơ
Qua nghiên cứu và kiểm nghiệm, một số chất lỏng hưu cơ như polyphenyl có thể sử dụng làm chất tải nhiệt bởi chúng rất bền vững ở điều kiện nhiệt độ và cường độ phóng xạ cao. Tuy nhiên, các chất lỏng hưu cơ này có một nhược điểm cực lớn, đó là chúng ít bền vừng với các dòng netron, cho nên trong các Lò phản ứng hạt nhân công nghiệp, người ta ít ứng dụng loại chất tải nhiệt này.

### Các loại khí
Cacbon dioxide là chất tải nhiệt dạng khí phố biến nhất. Giá thành không đắt, nhiệt dung riêng lớn (so với các loại khí khác). Cường độ ăn mòn của CO2 đối với các kim loại phụ thuộc vào thành phần có Oxy trong nó. Oxy xuất hiện trong khí CO2 giống như tạp chất và được tạo thành trong quá trình phân ly CO2 ở nhiệt độ cao thành Cacbon mônôxít CO và oxy O2.